# Acid ursodezoxicolic
Acidul ursodezoxicolic (scris și acid ursodeoxicolic sau simplu ursodiol) este un acid biliar secundar, fiind produs în organismul uman și al altor specii sub acțiunea florei intestinale. Denumirea sa provine de la faptul că a fost identificat pentru prima dată în bila de urs.

## Utilizări medicale
Acidul ursodezoxicolic este utilizat și ca medicament (denumirea comercială Ursofalk):
- pentru dizolvarea calculilor biliari colesterolici din vezicula biliară;
- în tratamentul gastritelor de reflux biliar;
- în tratamentul cirozelor biliare primitive.

Calea de administrare disponibilă este cea orală. Este disponibil sub formă de medicament generic.